# 猛禽小隊 (電視劇)
《猛禽小隊》（英語：Birds of Prey）是2002年美國電視連續劇。 該系列由萊塔·卡洛格里迪斯為The WB開發，基於DC漫畫的同名漫畫《猛禽小隊》改編。 本劇設定在蝙蝠俠遺棄哥譚市後的世界。 儘管該系列首播獲得了760萬觀眾的收視率（當時，該網絡是18-34歲人口中最大的首映），但該系列在隨後幾週收視率急劇下降之後被取消。總共製作並播放了13集。

## 主要演員
- 艾希莉·史考特 飾演 女獵手（海倫娜·韋恩）
- 迪娜·邁耶 飾演 蝙蝠女孩
- 瑞秋·斯蓋頓 飾演 Dinah Redmond (née Lance)
- 薛馬·摩爾 飾演 Detective Jesse Reese (née Hawke)
- 伊安·艾伯克龍 飾演 阿福·潘尼沃斯
- 米亞·莎拉 飾演 小丑女

## 相關作品
艾希莉·史考特飾演的「女獵手」海倫娜·凱爾於2019年美國CW台綠箭宇宙交叉集《無限地球危機》中客串，迪娜·邁耶亦回歸聲演神諭。本劇設定為203號地球（Earth-203），在無限地球危機第三集開場女獵手的地球即將毀滅前，神諭將資料傳送出去。

## 資料來源
1. ↑  Mon. . Comic Book Resources. November 18, 2002  [October 4, 2011]. （原始内容存档于2016-03-04）.
2. ↑  Albiniak, Paige. . Broadcasting & Cable. NewBay Media. November 24, 2002  [April 18, 2018]. （原始内容存档于2019-11-16）. Last week, The WB also was deciding the fate of its Wednesday-night drama, Birds of Prey. It's still in production, and The WB plans to air it through mid December, using all 13 episodes of the original order.
3. ↑  綠箭宇宙交叉集《超人前傳》CP團聚！四代原子俠、《猛禽小隊》「女獵手」登場 （页面存档备份，存于） 2019.9.27 DramaQueen電視迷